# Dirichletia somaliensis
Dirichletia somaliensis är en måreväxtart som först beskrevs av Christian Puff, och fick sitt nu gällande namn av Jesper Kårehed och Birgitta Bremer. Dirichletia somaliensis ingår i släktet Dirichletia och familjen måreväxter. Inga underarter finns listade i Catalogue of Life.